# Живий театр
|                                                              |  |  |
| Бек (ліворуч) та Маліна (праворуч), засновники Живого театру |  |  |

Живий театр (англ. The Living Theatre) — американська театральна компанія, заснована у 1947 році, знаходиться у Нью-Йорку. Це найстаріший експериментальний театр в Сполучених Штатах Америки.[джерело?] Дуже довго його очолювали засновники цього театру: актриса Джудіт Маліна та поет і художник Джуліан Бек. Після смерті Бека в 1985 році, член колективу Ханон Резніков став співкерівником з Маліною. Після смерті Маліни у 2015 році, її обов'язки перейняла анархістська компанія. Живий театр та його засновники стали об'єктом документального фільму Signals Through the Flames у 1983 році.

## Історія
У 50-х роках XX століття, трупа Живого театру одна з перших в США ставила роботи впливових європейських драматургів, таких як Бертольт Брехт («У джунглях міст», Нью-Йорк, 1960) і Жан Кокто, а також сучасних поетів таких як Томас Еліот та Ґертруда Стайн. Однією з перших їх головних вистав була робота Пабло Пікассо «Бажання спіймане за хвіст»; інші ранні постановки — це «Багато кохання» Вільяма Карлоса Вільямса та «Сьогодні ми імпровізуємо» Луїджі Піранделло. Незважаючи на те, що їхні штаб-квартири розташовувались у різних маленьких місцинах Нью-Йорка, які часто закривалися через фінансові проблеми або через конфлікти з місцевою владою, вони допомагали зароджуватися офф-Бродвейському та авангардистському театрам, основним течіям театрального мистецтва США. Їх робота в цей період розділила деякі аспекти стилю та зміст творів авторів «біт-покоління». Також, в 50-ті роки, американський композитор Ален Хованес тісно співпрацював з Живим театром і писав музику для їхніх вистав. У 1959 році вистава «Зв'язок» привернула увагу суспільства своїм різким зображенням наркоманії та не менш різкими висловлюваннями. На початку 60-х років, у Живому театрі почали ставити авангардистські мінімалістичні вистави в яких грали різні актори, включаючи Сімону Форті та Роберта Морріса.
Вистава «Бриг», антиавторитарний погляд на умови в'язниці морської піхоти, була останньою вагомою роботою в Нью-Йорку, до того як театр звинуватили в ухилянні від сплати податків, що стало причиною закриття театрального простору та короткого ув'язнення Бека і Маліни. Джудіт захищала Джуліана на судовому слуханні в костюмі Порції з вистави «Венеційський купець». Решту 60-х років команда театру провела в турі Європою. Вони створювали політичні та радикальні вистави з анархістськими та пацифістичними поглядами, працюючи над сценарієм всі разом, часто проживаючи в одному помешканні. Основними роботами того часу були «Антігона», «Франкенштейн» та «Рай прямо зараз», що стали найвідомішими п'єсами. «Рай прямо зараз», напівімпровізаційна п'єса, де глядачі беруть участь, відома завдяки сцені, в якій актори виголосили список соціальних табу, включаючи наготу, і при цьому роздягалися. Непристойне оголення стало приводом декількох арештів. У 1968 році група повернулась до США, аби зробити тур з виставами «Рай прямо зараз», «Антігона», «Таємниці та маленькі секрети» та «Франкенштейн». «Цей божевільний, Арто, надихає нас всіх і дає поради», зазначив Бек у неформальному виступі в Єльському університеті після повернення, «і я вважаю, він філософ, для тих з нас, хто має справу з театром, той, до кого ми біжимо в першу чергу, і ми можемо з впевненістю сказати: „Так, ось він той чоловік з часів Руссо, який відстоює ідею без цивілізованої людини!“». Він додав: «Наша робота — підкреслити святість життя». У 1971 році вони поїхали в тур по Бразилії, де їх заарештували на декілька місяців, а потім депортували.
Живий театр досить вдало гастролює світом, часто виступає в нетрадиційних місцях, таких як вулиці чи в'язниці. Таким чином, їхня робота дуже впливає на інші експериментальні американські театри: відомий Відкритий театр (заснований членом Живого театру Джозефом Чайкіном) та Bread and Puppet Theater. Вистави Живого театру «Зв'язок» (1959), «Бриг» (1963 та 2007) та «Франкенштейн» (1968) отримали Офф-Бродвейську премію Obie. Хоча популярність і ресурси театру значно зменшилися в останні десятиліття, Живий театр продовжує випускати нові спектаклі в Нью-Йорку, велику кількість — на антивоєнну тематику.

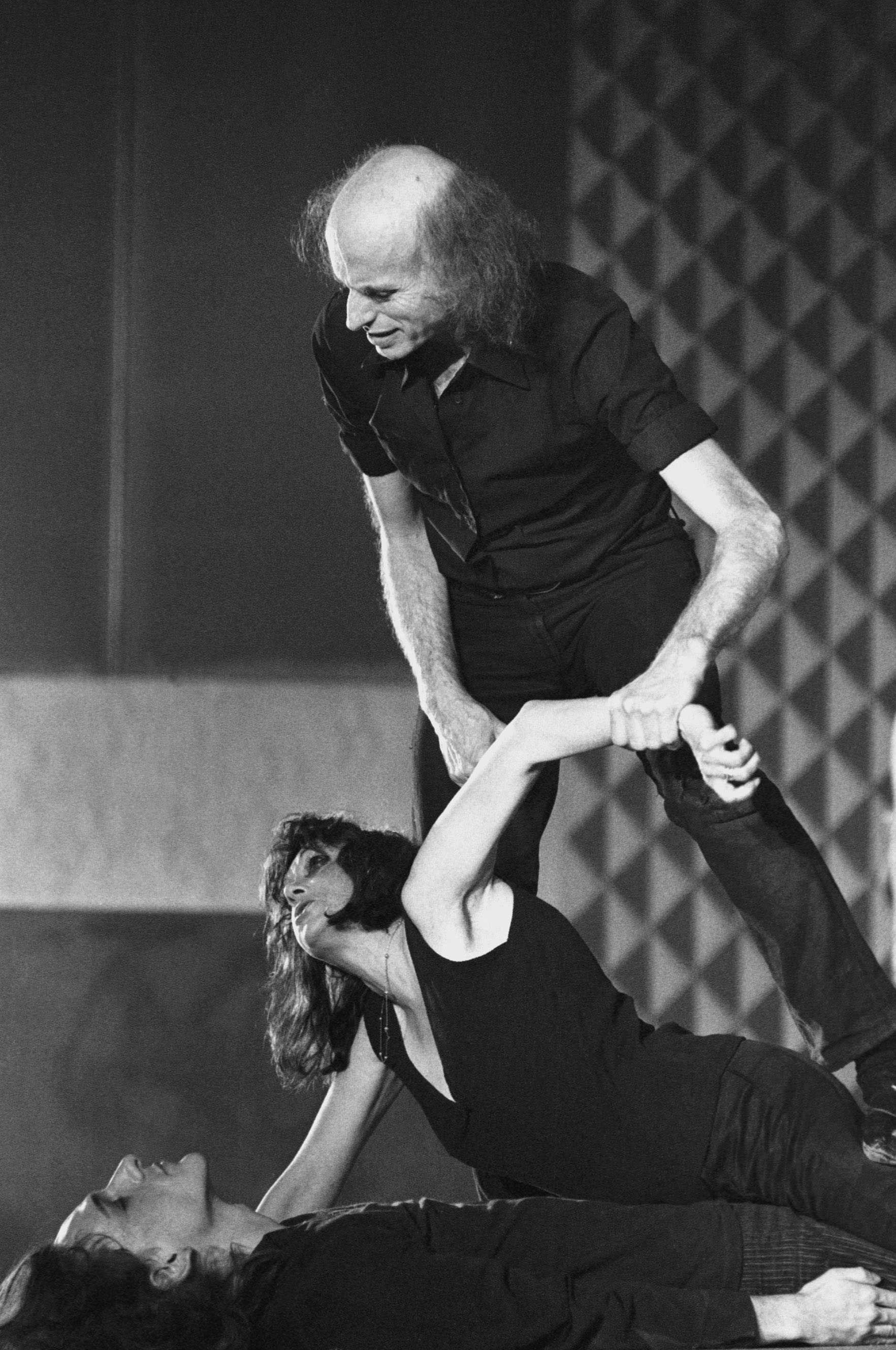
Репетиція акторів Живого театру

У 2006 році Живий театр підписав 10-річний договір на оренду 3500 кв. футів (330 м²) на цокольному поверсі нової будівлі, що знаходиться на стадії будівництва на Клінтон Стріт 21, між вулицями Х'юстон та Стентон на нижньому Іст-Сайді Манхетена. Театр на Клінтон Стріт став першим постійним будинком трупи з моменту закриття Живого театру на 3-й Стріт на Авеню С у 1993. Команда переїхала до повністю відремонтованого приміщення у 2007 році, відкриття відбулося у квітні цього ж року відновленою виставою «Бриг» режисера Кеннет Х. Браун, яку Живий театр вперше презентував на 14-й Стріт та 6-й Авеню у 1963 році. За повторну постановку, режисер Джудіт Маліна отримала Офф-Бродвейську премію в категоріях «Найкраща режисура» та «Найкращий ансамбль шоу».
У жовтні 2006 року компанія Живого театру поставила відновлену виставу «Таємниці та маленькі секрети», колективне творіння 1964 року, що визначає інтерактивний та артоанський стиль, завдяки якому цей театр став відомим.
Наприкінці 2007 на початку 2008 років засновниця театру Джудіт Маліна зіграла роль у постановці «Мауді та Джейн», режисер Резніков, за романом Доріс Лессінг «Щоденник Джейн Сомерс».
У квітні 2008 року Ханон Резніков переніс інсульт. 3 травня 2008 він помер.
У 2010 році компанія представила виставу «Червоний Нуар», режисер Джудіт Маліна. 2011 року представлена вистава «Кор», режисер Маліна, та відновлена вистава «Сім медитацій про політичний садомазохізм» режисери  Маліна та Том Волкер. Також у 2011 році випустили виставу «Змова — це революція», спільне виробництво з італійською групою Motus, в ролях з Маліною та Сильвією Калдероні. У 2012 році трупа представила роботу «Історія світу» та 2013-го «Ми тут», автор сценарію та режисер Маліна. Цього ж року група Живого театру виїхала з приміщення на Клінтон Стріт.
У 2014 році відбулася прем'єра вистави «Нічого приховувати» в Clemente Soto Velez на нижньому Іст-Сайді. Пізніше вистави давали на вулицях Нью-Йорка для Underground Zero Festival, також трупа відвідала Burning Man. Постановка «Нічого приховувати» присутня в репертуарі і зараз. Маліна писала виставу «Венера та Марс», коли у квітні 2015 вона померла. Виробництво цієї вистави знаходиться на стадії розробки.

## Цілі та вплив
З моменту свого створення, Живий театр був присвячений трансформації організації влади в суспільстві від конкурентної ієрархічної структури до корпоративного та общинного вираження. Актори трупи намагаються нейтралізувати задоволення аудиторії шляхом прямого видовища. Вони виступають проти комерційної орієнтації бродвейських постановок і зробили свій внесок в офф-бродвейський театральний рух Нью-Йорку, ставляючи поетичні драми.
Головною письмовою роботою для Живого театру є антологія есе «Театр та його двійники» Антонена Арто, французького драматурга. Його робота опублікована у Франції у 1937 році та у 1958-му в США у Grove Press. Глибоке враження цей твір справив на Джуліана Бека, художника-бісексуала абстрактних експресіоністичних робіт. Трупа відображає вплив Арто, організовуючи мультимедійні вистави, призначені для показу його метафізичного Театру Жорстокості. У таких спектаклях актори намагаються розчинити «четверту стіну» між ними і глядачами.

## Вистави та публікації
- «Бриг»
- «Антігона» (адаптаційна робота)
- «Франкеншейн»
- «Рай прямо зараз»
- «Жива книга Живого театру» (1971)